# Aziza Chaouni
Aziza Chaouni là một kiến trúc sư người Ma-rốc giảng dạy tại Đại học Toronto.

## Chi tiết
Cô là người sáng lập Aziza Chaouni Project và phó giáo sư tại Khoa Kiến trúc, Cảnh quan và Thiết kế John H. Daniels ở Toronto. Cô lãnh đạo Thiết kế Du lịch Sinh thái (DET), "một nền tảng nghiên cứu hợp tác điều tra những thách thức mà du lịch sinh thái phải đối mặt ở các nước đang phát triển." 
Chaouni có bằng sau đại học của Trường Thiết kế sau đại học Harvard và bằng Cử nhân Kỹ thuật Xây dựng của Đại học Columbia. Vào năm 2014, cô đã nói về TED về cách mà công trình kiến trúc của cô đã giúp hồi sinh dòng sông Fez chảy qua quê hương Fez, Morocco của cô.
Năm 2016, cô đã giúp cải tạo thư viện hoạt động lâu đời nhất trên thế giới, thư viện tại Đại học al-Qarawiyyin, được xây dựng vào năm 859 bởi Fatima Al-Fihri.